# Intelhorce

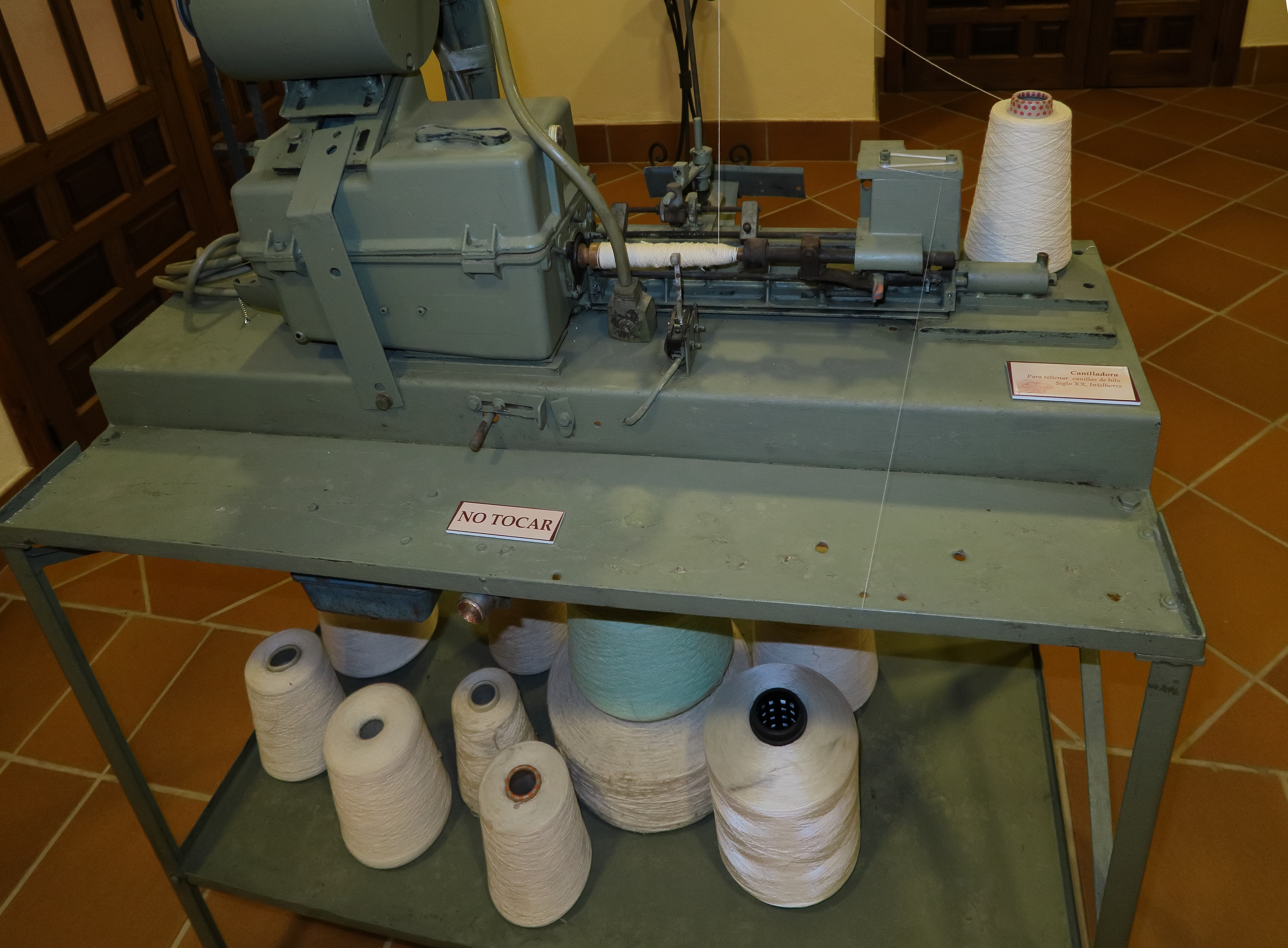
Canilladora Intelhorce

Intelhorce, acrónimo de Industrias Textiles del Guadalhorce, fue una empresa textil, de capital público y posteriormente privado, situada en la ciudad de Málaga, en la comunidad autónoma de Andalucía, al sur de España.

## Historia
La empresa fue fundada con el nombre de Industrias Textiles del Guadalhorce en 1957 por mandato de Francisco Franco, quien había prometido a la ciudad la creación de una gran empresa que generara puestos de trabajo. En 1972 la fábrica tenía 25.000 husos y en 1975, más de 3.200 trabajadores. Intelhorce necesitó ese mismo año 10 millones de kilos de hilo y 80 millones de metros de tejido para producir.
A pesar de ser una empresa productiva, la primera privatización se realizó en 1972, cuando el Grupo Castell se hizo con el 100% de las acciones. Pero en 1980 volvió al patrimonio del Instituto Nacional de Industria (INI) y en 1984 el grupo factura 9.500 millones de pesetas. Sin embargo, la entrada de España en la Unión Europea en 1986 obliga al Estado a deshacerse de la empresa, que pasa a manos del industrial italiano Giovanni Orefici, quien recibió 5.000 millones de pesetas para la reconversión de la sociedad. Para 1992 la empresa estaba arruinada y se declara en suspensión de pagos, a pesar del dinero público que recibía. Algunos trabajadores compran el 51% de las acciones y crean Hitemasa, que sobreviviría hasta 2004, y los sindicatos se querellan. El caso Intelhorce es uno de los procesos judiciales más largos de España, que empezó en 1994 y en octubre de 2008 aún no estaba cerrado. Estuvieron imputadas 44 personas, entre ellas, varios altos cargos del gobierno de Felipe González.
La importancia de la industria textil de Intelhorce para la ciudad fue tal, que dio nombre a la zona donde se ubicaba, conocido en la actualidad simplemente como Intelhorce.

## Arquitectura
De los edificios del complejo original que formó la empresa en su momento de mayor auge, actualmente, solo queda en pie la nave principal situada junto a las vías del tren.

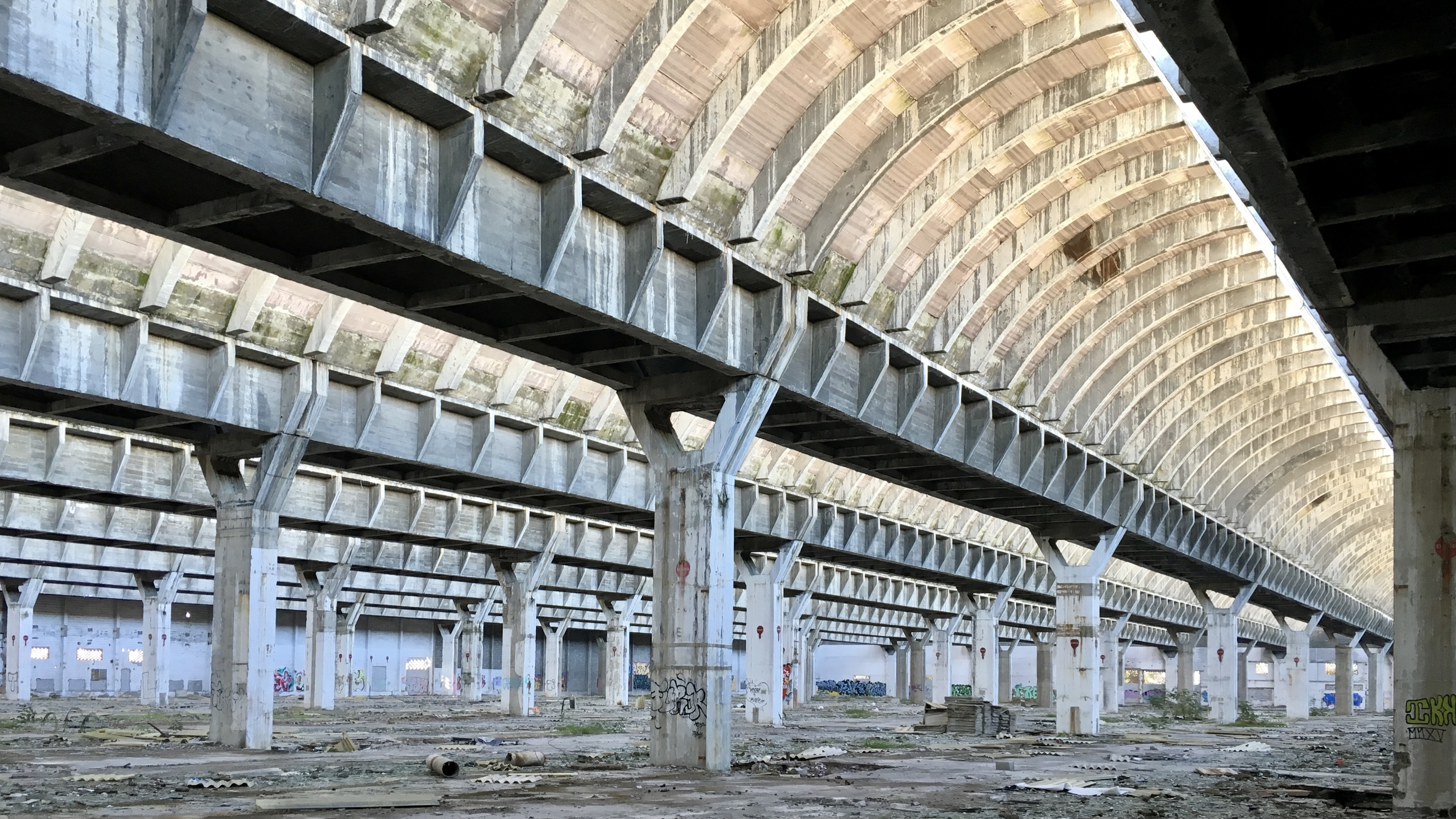
Estado del interior de la nave antes de los trabajos de restauración

Este edificio, también conocido como “la catedral industrial” por sus arcadas que recuerdan a la arquitectura religiosa fue protegido por el Ayuntamiento de Málaga mediante el PGOU de 2011 en cuanto a su estructura y a la iluminación natural interior. La autoría de dicho edificio corresponde al arquitecto gallego Vázquez Molezún.
La empresa de moda infantil Mayoral, se hace con dicha nave y parte de los terrenos pertenecientes a la antigua HITEMASA en el año 2013. Tras varios estudios realizados por la empresa de ingeniería CEMOSA sobre el estado del edificio encarga al arquitecto malagueño Rafael Urquiza Sánchez el proyecto de rehabilitación de la nave para su reconversión en Centro Logístico, contando, a partir del proyecto de ejecución y posterior dirección de las obras, con la colaboración de la empresa de ingeniería malagueña CEMOSA y del arquitecto Santiago Pérez Vidal. Las obras fueron llevadas a cabo por la empresa constructora SANDO.